# アドミル・ウイカイ
アドミル・ウイカイ（Admir Ujkaj 、1993年10月15日 - ）は、アルバニア・シュコドラ出身のプロサッカー選手。アルバニア・ファーストディビジョン・KSブレリ所属。ポジションは、ミッドフィールダー。